# Lucova
Lucova – wieś w Słowenii, w gminie Gornji Petrovci. W 2018 roku liczyła 81 mieszkańców.